# Sasa yahikoensis
Sasa yahikoensis är en gräsart som beskrevs av Tomitaro Makino. Sasa yahikoensis ingår i släktet sasabambu, och familjen gräs. Inga underarter finns listade i Catalogue of Life.